# Bundesrichter (Vereinigte Staaten)
In den Vereinigten Staaten werden als Bundesrichter (engl. federal judge) normalerweise diejenigen Richter bezeichnet, welche gemäß Artikel III der Verfassung der Vereinigten Staaten vom Präsidenten ernannt und vom Senat bestätigt wurden.
Gemäß Artikel III Absatz 1 der Verfassung liegt die rechtsprechende Gewalt beim Obersten Gerichtshof der Vereinigten Staaten sowie weiteren unter ihm stehenden und vom Kongress einzurichtenden Bundesgerichten. Aktuell sind dreizehn Bundesberufungsgerichte (engl. courts of appeals), 94 Bundesbezirksgerichte (engl. district courts) und ein Gericht für Internationalen Handel (engl. Court of International Trade) eingerichtet. Jeder Richter, welcher an eines der vorgenannten Gerichte (einschließlich des Obersten Gerichtshofes) berufen worden ist, wird als Bundesrichter bezeichnet.
Es existieren einige weitere Bundesgerichte, die jedoch nicht gemäß Artikel III der Verfassung eingerichtet wurden, sondern ihre Entscheidungsgewalt als teilweise von der Legislative abhängige Institutionen aus Artikel I der Verfassung herleiten. Der Oberste Gerichtshof hat entschieden, dass die Einrichtung solcher Gerichte zwar zulässig ist, ihre Entscheidungsmacht jedoch teilweise beschränkt ist. Dennoch werden gelegentlich auch die Richter an diesen Gerichten als Bundesrichter bezeichnet. Um sie von den Richtern an den oben genannten Gerichten zu unterscheiden, werden sie häufig „Nicht-Artikel-III-Richter“ (engl. Non-Article III judges) genannt.

## Amtszeit und Gehalt
„Artikel-III-Richter“ werden grundsätzlich auf Lebenszeit ernannt, scheiden also erst mit ihrem Rücktritt oder Tod aus dem Amt aus. Allerdings können sie bei schweren Verstößen vom Kongress durch Amtsenthebung (engl. Impeachment) aus dem Amt entfernt werden. Ob darüber hinaus die Möglichkeit besteht, einen Bundesrichter wegen Amtsvergehen vor einem Bundesgericht anzuklagen und von diesem aus dem Amt entfernen zu lassen, ist in der amerikanischen Rechtswissenschaft umstritten.
Artikel III der Verfassung verbietet es dem Kongress, die Amtsbezüge der Bundesrichter während ihrer Amtszeit zu kürzen. Die Bezüge eines Richters an einem Bundesbezirksgericht betragen (Stand 2022) 223.400 Dollar im Jahr, die eines Richters an einem Bundesberufungsgericht 236.900 Dollar und die eines Richters am Obersten Gerichtshof 274.200 Dollar. Zusätzlich erlaubt sind Einnahmen von maximal 21.000 Dollar für Lehrtätigkeiten.
Chief Justice John Roberts hat wiederholt eine Erhöhung der Bezüge gefordert, da seiner Meinung nach die Unterbezahlung der Bundesrichter zu mangelnder Kompetenz auf der Richterbank führt. Tatsächlich verdient ein guter Anwalt in seinem ersten Jahr als Associate in einer namhaften amerikanischen Großkanzlei bereits ähnlich viel wie ein Bundesrichter, später als Partner in einer Großkanzlei deutlich mehr. Wenn sich dann die Frage stellt, ob man einen Wechsel ins Richteramt anstreben sollte, steht die Aussicht auf das damit verbundene Renommee der Aussicht auf ein Gehalt wie in den ersten Berufsjahren gegenüber. Daher befürchtet Roberts, dass viele gute Anwälte, wenn überhaupt, nur für kurze Zeit Richter werden möchten, was das Richteramt zu einer Stufe auf der Karriereleiter verkommen lasse und die Unabhängigkeit der Gerichtsbarkeit gefährden könne.

## Ruhestand
Tritt ein Richter in den Ruhestand, nachdem er das erforderliche Lebensalter und Dienstalter erreicht hat, erhält er für den Rest seines Lebens Bezüge in voller Höhe seines letzten Gehalts, gegebenenfalls zuzüglich eines Ausgleichs für gestiegene Lebenshaltungskosten. Das hierfür erforderliche Lebensalter bei mindestens 15 Dienstjahren als Artikel-III-Richter ist 65 Jahre. Für jedes Dienstjahr weniger ist ein Lebensjahr mehr erforderlich, sodass beispielsweise ein 70-Jähriger nach 10 Dienstjahren ebenfalls die vollen Bezüge erhält. Da somit die erforderliche Summe von Lebensjahren und Dienstjahren immer 80 ist, wird die Regelung auch „Rule of 80“ genannt.

## Zahl der Richter
Die genaue Anzahl an Bundesrichtern ändert sich ständig, da frei werdende Stellen meist erst nach einiger Zeit neu besetzt werden und zudem gelegentlich neue Stellen geschaffen (oder seltener Stellen gestrichen) werden, um dem veränderten Arbeitsaufkommen in einem Gerichtsbezirk gerecht zu werden.
2025 gab es 890 Bundesrichterstellen: neun am Obersten Gerichtshof, 179 an den Berufungsgerichten, 677 an den Bezirksgerichten und neun am Gericht für Internationalen Handel. Während die Zahl der Richter am Obersten Gerichtshof immer die gleiche war, hat sich die Zahl der Berufungsrichter allein seit 1950 verdoppelt, die der Bezirksrichter sogar verdreifacht.

## Nicht-Artikel-III-Richter
Bundesgerichte, die vom Parlament nach Artikel I der Verfassung eingerichtet wurden und deren Richter somit im engeren Sinn keine Bundesrichter sind, sind unter anderem die Insolvenzgerichte (engl. United States bankruptcy courts), das Steuergericht (engl. United States Tax Court) und das Gericht für Ansprüche gegen den Staat (engl. United States Court of Federal Claims). Die Richter an diesen Gerichten werden, anders als die Artikel-III-Richter, nicht auf Lebenszeit, sondern für eine festgelegte Amtsperiode berufen.